# كرغان (هير أردبيل)
کرغان (بالفارسية: کرگان) هي قرية تقع في إيران في قسم هير الريفي. يقدر عدد سكانها بـ 816 نسمة بحسب إحصاء 2016.